# Арсеневка (Новоукраинский район)
Арсеневка (укр. Арсенівка) — село в Марьяновской сельской общине Новоукраинского района Кировоградской области Украины.
До 2020 года входило в Новомиргородский район
Население по переписи 2001 года составляло 86 человек. Почтовый индекс — 26042. Телефонный код — 5256. Код КОАТУУ — 3523880803.